# 小行星6559
小行星6559（英語：6559 Nomura）是一颗围绕太阳公转的小行星。1991年5月3日，M. Sugano、K. Kawanishi在Minami-Oda发现了此天体。
这颗小行星的绝对星等为57.47504142116883等。